# Meistriliiga (2001)
Meistriliiga 2001 była 11. edycją najwyższej klasy rozgrywkowej piłki nożnej w Estonii.
Brało w niej udział 8 drużyn, które w okresie od 31 marca do 4 listopada 2001 rozegrały 28 kolejek meczów. Obrońcą tytułu była Levadia Maardu. Mistrzostwo po raz piąty w historii zdobyła drużyna Flora Tallinn.

## Uczestniczące drużyny
| Uczestnicy poprzedniej edycji | Uczestnicy poprzedniej edycji | Uczestnicy poprzedniej edycji | Uczestnicy poprzedniej edycji |
| --- | ----------------------------- | ----------------------------- | ----------------------------- |
| LMA | Maardu FC Levadia             | Maardu                        | 1                             |
| FLO | Flora Tallinn                 | Tallinn                       | 2                             |
| TVM | Tallinna FC TVMK              | Tallinn                       | 3                             |
| VTU | Viljandi Tulevik              | Viljandi                      | 4                             |
| NVA | JK Narva Trans                | Narwa                         | 5                             |
| LKJ | Kohtla-Järve FC Lootus        | Kohtla-Järve                  | 6                             |
| po barażach |                               |                               |                               |
| KUR | FC Kuressaare                 | Kuressaare                    | 7                             |
| Awans z Esiliigi |                               |                               |                               |
| LTA | FC Maardu                     | Tallinn                       | 1                             |
| Oznaczenia: - kolumna pierwsza – skróty nazw drużyn, - kolumna trzecia – siedziba klubu, - kolumna czwarta – miejsce zajęte w poprzednim sezonie. |                               |                               |                               |

## Tabela
| Lp. | Drużyna                    | M  | Z  | R | P  | B+ | B–  | +/– | Pkt | Kwalifikacja lub spadek                     |
| --- | -------------------------- | -- | -- | - | -- | -- | --- | --- | --- | ------------------------------------------- |
| 1   | Flora Tallinn (M)          | 28 | 21 | 5 | 2  | 62 | 18  | +44 | 68  | Liga Mistrzów UEFA • I runda kwalifikacyjna |
| 2   | TVMK Tallinn               | 28 | 16 | 8 | 4  | 77 | 30  | +47 | 56  | Puchar Europy UEFA • runda kwalifikacyjna   |
| 3   | Levadia Maardu             | 28 | 16 | 7 | 5  | 72 | 35  | +37 | 55  | Puchar Intertoto UEFA (2002)                |
| 4   | Narva Trans                | 28 | 16 | 3 | 9  | 79 | 35  | +44 | 51  |                                             |
| 5   | Viljandi Tulevik           | 28 | 11 | 6 | 11 | 41 | 37  | +4  | 39  |                                             |
| 6   | Levadia Tallinn (P)        | 28 | 6  | 5 | 17 | 30 | 78  | −48 | 23  | Puchar Europy UEFA • runda kwalifikacyjna   |
| 7   | Lootus Kohtla-Järve (B, O) | 28 | 4  | 5 | 19 | 21 | 53  | −32 | 17  | baraż o Meistriliiga                        |
| 8   | Kuressaare (S)             | 28 | 2  | 1 | 25 | 18 | 114 | −96 | 7   | spadek do Esiliiga                          |

1. ↑  FC Maardu zmienił nazwę na Levadia Tallinn i lokalizację na Tallinn. Zarówno FC Maardu, jak i Levadia Maardu mają tego samego sponsora i prezydent Viktora Levada.

## Wyniki
| Gospodarz \ Gość    | FLO | KUR | LOO | LMA | NAR | LTA | TUL | TVM | FLO | KUR  | LOO | LMA | NAR  | LTA | TUL | TVM |
| ------------------- | --- | --- | --- | --- | --- | --- | --- | --- | --- | ---- | --- | --- | ---- | --- | --- | --- |
| Flora Tallinn       |     | 3–1 | 4–0 | 3–2 | 3–2 | 3–1 | 2–1 | 1–1 |     | 4–0  | 1–0 | 2–0 | 2–1  | 4–0 | 2–0 | 0–0 |
| Kuressaare          | 0–3 |     | 3–1 | 1–3 | 1–5 | 1–2 | 0–1 | 1–6 | 0–5 |      | 0–5 | 0–7 | 0–12 | 2–4 | 1–2 | 1–7 |
| Lootus Kohtla-Järve | 1–1 | 1–0 |     | 1–1 | 0–1 | 2–0 | 0–0 | 0–2 | 0–3 | 5–0  |     | 0–1 | 0–1  | 1–1 | 0–1 | 0–2 |
| Levadia Maardu      | 1–2 | 2–1 | 3–3 |     | 3–0 | 6–2 | 4–1 | 3–0 | 0–1 | 4–1  | 5–0 |     | 3–3  | 6–2 | 2–0 | 1–1 |
| Narva Trans         | 3–1 | 5–0 | 5–0 | 3–4 |     | 4–0 | 4–0 | 1–3 | 0–0 | 3–0  | 1–0 | 1–2 |      | 5–2 | 2–0 | 6–3 |
| Levadia Tallinn     | 1–2 | 2–1 | 1–0 | 1–4 | 0–0 |     | 0–5 | 0–1 | 0–5 | 0–0  | 3–0 | 2–0 | 0–5  |     | 1–1 | 1–4 |
| Viljandi Tulevik    | 0–2 | 1–2 | 3–0 | 0–0 | 3–2 | 1–1 |     | 1–4 | 1–2 | 4–0  | 4–0 | 1–2 | 3–1  | 4–1 |     | 1–0 |
| TVMK Tallinn        | 1–1 | 5–1 | 2–1 | 1–1 | 1–3 | 7–2 | 1–1 |     | 1–0 | 12–0 | 4–0 | 2–2 | 1–0  | 4–0 | 1–1 |     |

## Baraż o Meistriliiga
Lootus Kohtla-Järve wygrała bramkami na wyjeździe dwumecz z drugą drużyną Esiliigi Valga miejsce w Meistriliiga na sezon 2002.
| 12 listopada 2001 | Valga                             | 2:1   | Lootus Kohtla-Järve     |  |
|                   | Enver Jääger 14' · Taivo Kask 18' | (2:0) | 64' Konstantin Golitsõn |  |

| 17 listopada 2001 | Lootus Kohtla-Järve | 1:0   | Valga |  |
|                   | Roman Abornev 78'   | (0:0) |       |  |

## Najlepsi strzelcy
| Bramki | Strzelcy              | Drużyna          |
| ------ | --------------------- | ---------------- |
| 37     | Maksim Gruznov        | Narva Trans      |
| 23     | Andrei Krõlov         | TVMK Tallinn     |
| 20     | Toomas Krõm           | Levadia Maardu   |
| 16     | Dmitri Ustritski      | Viljandi Tulevik |
| 14     | Aleksandr Kulik       | Flora Tallinn    |
| 14     | Vladimir Tšelnokov    | Levadia Maardu   |
| 13     | Anatoli Novožilov     | TVMK Tallinn     |
| 13     | Indrek Zelinski       | Flora Tallinn    |
| 12     | Oleg Gorjatšov        | Narva Trans      |
| 9      | Dmitri Lipartov       | Narva Trans      |
| 9      | Aleksandr Tarassenkov | Flora Tallinn    |

Źródło:

## Stadiony
| Flora Tallinn      | Flora Tallinn      |
| ------------------ | ------------------ |
| Lilleküla staadion | Maarjamäe staadion |
|                    |                    |

| Lootus Kohtla-Järve       |
| ------------------------- |
| Kohtla-Järve Spordikeskus |
|                           |

| TVMK Tallinn             |
| ------------------------ |
| Stadion Centralny Kalevi |
|                          |

| Kuressaare               |
| ------------------------ |
| Kuressaare linnastaadion |
|                          |

| Levadia Maardu   | Levadia Maardu  |
| ---------------- | --------------- |
| Stadion Kadriorg | Viimsi staadion |
|                  |                 |

| Levadia Tallinn |
| --------------- |
| Viimsi staadion |
|                 |

| Narva Trans               |
| ------------------------- |
| Narva Kreenholmi staadion |
|                           |

| Viljandi Tulevik       |
| ---------------------- |
| Viljandi linnastaadion |
|                        |

Źródło: